# 阿弥派
阿弥派（あみは）は、室町時代を代表する画派の一。能阿弥によって開祖され、主に「三阿弥」と称された水墨画絵師であった能阿弥、芸阿弥、相阿弥および、彼らの画風に影響を受けた絵師を指す。中国南宋の画風、特に米元章や米元暉の画風を踏襲する作品が一般的に該当するが、様式的な特徴は無く、明確な分類も存在しないため、美術史上の概念としての阿弥派という呼称は存在しない。